# Schulz Ignác
Schulz Ignác (másként Sándor Ernő; Galánta, 1894. március 21. – Haifa, Izrael, 1954. október 6.) politikus, író, költő. A két világháború közötti csehszlovákiai magyar aktivizmus kiemelkedő képviselője.

## Élete
A csehszlovák államfordulat előtt Budapesten volt nyomdász, majd részt vett az 1918–1919-es forradalmakban. Emiatt Csehszlovákiába emigrált, ahol bekapcsolódott a Csehszlovák Szociáldemokrata Munkáspárt munkájába. Az 1930-as években a szociáldemokrata párton belül működő magyar szekció ügyvezető elnöke volt. 1931–1935 között a Csehszlovákiai Népszava főszerkesztője volt. 1935-1938 között a Csehszlovák nemzetgyűlésben képviselő. 
1938-ban emigrált és az Amerikai Egyesült Államokban telepedett le. Jászi Oszkár körével tartott kapcsolatot. Ugyanekkor a Csehszlovákiai Demokratikus Magyarok Szövetsége nevű, Beneš-barát emigráns szervezet vezető személyisége volt. Beválasztották az 1940-ben Londonban megalakult emigráns csehszlovák kormányt segítő törvényhozó testületbe is. 
Szépíróként Sándor Ernő néven publikált. 

## Művei
- Vérfolyó partján (1927)
- Őszintén mondom (elbeszélés). (1934)